# Domblain
Domblain é uma comuna francesa na região administrativa de Grande Leste, no departamento de Haute-Marne. Estende-se por uma área de 5,33 km². Em 2010 a comuna tinha 81 habitantes (densidade: 15,2 hab./km²).
A 17 de Setembro de 2020, adoptou um brasão de armas.